# Гевенер (Оклахома)
Гевенер (англ. Heavener) — місто (англ. city) в США, в окрузі Лефлор штату Оклахома. Населення — 2985 осіб (2020).

## Географія
Гевенер розташований за координатами 34°53′31″ пн. ш. 94°36′28″ зх. д. / 34.89194° пн. ш. 94.60778° зх. д. (34.891967, -94.607791).  За даними Бюро перепису населення США в 2010 році місто мало площу 12,92 км², з яких 12,89 км² — суходіл та 0,03 км² — водойми.

## Демографія
Згідно з переписом 2010 року, у місті мешкало 3414 осіб у 1035 домогосподарствах у складі 802 родин. Густота населення становила 264 особи/км².  Було 1265 помешкань (98/км²).
Расовий склад населення:
| - 52,5 % — білих - 9,3 % — корінних американців - 0,2 % — чорних або афроамериканців - 0,2 % — азіатів - 0,1 % — вихідців з тихоокеанських островів - 32,0 % — осіб інших рас |

До двох чи більше рас належало 5,9 %. Частка іспаномовних становила 41,3 % від усіх жителів.
За віковим діапазоном населення розподілялося таким чином: 32,6 % — особи молодші 18 років, 58,0 % — особи у віці 18—64 років, 9,4 % — особи у віці 65 років та старші. Медіана віку мешканця становила 28,7 року. На 100 осіб жіночої статі у місті припадало 100,7 чоловіків;  на 100 жінок у віці від 18 років та старших — 98,2 чоловіків також старших 18 років.
Середній дохід на одне домашнє господарство  становив 36 351 долар США (медіана — 28 661), а середній дохід на одну сім'ю — 40 391 долар (медіана — 31 326). Медіана доходів становила 24 867 доларів для чоловіків та 25 091 долар для жінок. За межею бідності перебувало 36,6 % осіб, у тому числі 49,4 % дітей у віці до 18 років та 17,3 % осіб у віці 65 років та старших.
Цивільне працевлаштоване населення становило 1221 осіб. Основні галузі зайнятості: виробництво — 21,7 %, освіта, охорона здоров'я та соціальна допомога — 14,8 %, роздрібна торгівля — 12,5 %, сільське господарство, лісництво, риболовля — 12,3 %.